# Герб Переворська
Герб Переворська — один з міських символів Переворська, міста Підкарпатського воєводства.

## Опис
Герб Переворська — герб Леліва. На ньому зображений срібний півмісяць, а над ним шестипроменева золота зірка на блакитному щиті, із золотою лиштвою. 
Цей герб належав одному з власників міста Рафалу Ярославському з Пшеворська. 